# Diócesis de Loikaw
La diócesis de Loikaw (en latín: Dioecesis Loikaven(sis) y en birmano: လွိုင်ကော်သာသနာ) es una circunscripción eclesiástica latina de la Iglesia católica en Birmania, sufragánea de la arquidiócesis de Taunggyi. La diócesis es sede vacante desde el 16 de diciembre de 2020.

## Territorio y organización
La diócesis tiene 11 730 km² y extiende su jurisdicción sobre los fieles católicos de rito latino residentes en el estado Kayah.
La sede de la diócesis se encuentra en la ciudad de Loikaw, en donde se halla la Catedral Corazón Inmaculado de María.
En 2019 en la diócesis existían 40 parroquias.

## Historia
La diócesis fue erigida el 14 de noviembre de 1988 con la bula Catholica Ecclesia del papa Juan Pablo II, obteniendo el territorio de la diócesis de Taunggyi (hoy arquidiócesis).

## Estadísticas
De acuerdo al Anuario Pontificio 2020 la diócesis tenía a fines de 2019 un total de 85 981 fieles bautizados.
| Año                                                                             | Población            | Población | Población      | Sacerdotes | Sacerdotes    | Sacerdotes    | Bautizados por sacerdote | Diáconos permanentes | Religiosos | Religiosos | Parroquias |
| Año                                                                             | Bautizados católicos | Total     | % de católicos | Total      | Clero secular | Clero regular | Bautizados por sacerdote | Diáconos permanentes | Varones    | Mujeres    | Parroquias |
| ------------------------------------------------------------------------------- | -------------------- | --------- | -------------- | ---------- | ------------- | ------------- | ------------------------ | -------------------- | ---------- | ---------- | ---------- |
| 1990                                                                            | 45 659               | 150 000   | 30.4           | 30         | 30            |               | 1521                     |                      | 3          | 68         | 17         |
| 1999                                                                            | 56 374               | 188 000   | 30.0           | 71         | 67            | 4             | 794                      |                      | 8          | 123        | 24         |
| 2000                                                                            | 55 775               | 190 436   | 29.3           | 70         | 69            | 1             | 796                      |                      | 11         | 131        | 22         |
| 2001                                                                            | 58 096               | 190 436   | 30.5           | 63         | 57            | 6             | 922                      |                      | 15         | 119        | 22         |
| 2002                                                                            | 57 851               | 277 009   | 20.9           | 64         | 59            | 5             | 903                      |                      | 11         | 89         | 22         |
| 2003                                                                            | 60 701               | 277 009   | 21.9           | 65         | 57            | 8             | 933                      |                      | 10         | 139        | 27         |
| 2004                                                                            | 62 083               | 301 187   | 20.6           | 63         | 55            | 8             | 985                      |                      | 10         | 149        | 28         |
| 2013                                                                            | 74 868               | 346 000   | 21.6           | 93         | 75            | 18            | 805                      |                      | 37         | 198        | 35         |
| 2016                                                                            | 81 074               | 358 000   | 22.6           | 139        | 98            | 41            | 583                      |                      | 52         | 210        | 39         |
| 2019                                                                            | 85 981               | 293 671   | 29.3           | 132        | 86            | 46            | 651                      |                      | 56         | 215        | 40         |
| Fuente: Catholic-Hierarchy, que a su vez toma los datos del Anuario Pontificio. |                      |           |                |            |               |               |                          |                      |            |            |            |

## Episcopologio
- Sotero Phamo (Thein Myint) (14 de noviembre de 1988-26 de abril de 2014 renunció)
- Stephen Tjephe † (15 de noviembre de 2014-16 de diciembre de 2020 falleció)[3]
- Celso Ba Shwe (29 de marzo de 2023)